# Santuario de la Virgen de la Cueva
El santuario de la Virgen de la Cueva es un lugar de culto católico que se encuentra en la comunidad del Principado de Asturias (España), en la  parroquia de Ques, a unos dos kilómetros de la localidad de Infiesto,   concejo de Piloña, en la zona central de Asturias.

## Emplazamiento
Este santuario tiene la peculiaridad de que es la orografía y no la mano del hombre la que lo ha construido. Una cueva natural bajo una roca muy estratificada, con los estratos que ganan altura de derecha a izquierda, da cobijo a la Virgen de la Cueva y a las capillas que se fueron construyendo posteriormente. La imagen es una talla policromada de cedro del siglo XVIII, cubierta con un antiguo manto bordado, de unos 45 centímetros de altura. La Virgen tiene grabada en el pecho una «V», que algunos interpretan como la inicial de «Villanueva» por repetición en otras tallas similares. En 1985 fue restaurada por Juan José García Castañedo.
Este Santuario, muy peculiar por su forma, está situado debajo de una enorme roca plana e inclinada hacia arriba, de atrás hacia adelante y de derecha a izquierda, a modo de visera. Se halla en el lugar llamado Ques, al que se llega tomando desde Infiesto la carretera AS-254 en dirección a Campo de Caso, en el kilómetro 1. En este punto está perfectamente indicada la dirección que tomar para llegar a él, aunque desde la misma carretera ya es visible.

## Historia
Los primeros datos, generalmente legendarios, suelen ser los que más antigüedad tienen, y este es el caso del Santuario de la Virgen de la Cueva. En la primera leyenda de la que se tiene conocimiento, el principal personaje es un noble portugués,  prometido o esposo según las versiones de una dama asturiana, si bien la tradición no asegura nada. La época de los hechos no es fácil asegurarla con cierta exactitud, pero puede corresponder al segundo período feudal, poco después de constituirse la monarquía castellana. El legendario noble portugués viene a pelear contra los moros en nombre de Castilla, por lo que parece muy probable que el monarca castellano fuese su señor.
De esta forma, la época de la leyenda puede situarse anterior a la concesión a Enrique de Borgoña del Condado de Lusitania, o sea, entre los siglos X y XI.
La leyenda es la siguiente: En aquella época, vivía en la zona piloñesa el señor de Lodeña, hombre piadoso y valiente. Se le apareció en sueños la Virgen María con otra forma a la que veía en la iglesia y ante su sorpresa, contestó la Virgen diciéndole que la imagen con que la veía se la había dado ella a un monje muy santo y ascético, que vivía en las proximidades haciendo muchas y duras penitencias y que Ella deseaba que a esa imagen se le diese culto. Al despertar, el señor de la Torre de Lodeña, para asegurarse de la verdad o no de aquel sueño, pues de ser verdadero, debía de agradecer a la Virgen el favor que le había concedido, emprendió sus investigaciones, que vio satisfechas, puesto que, al pasar un día cerca de una caverna, creyó escuchar algo parecido a lloros y gemidos y, entrando en ella, encontró lo que buscaba.
La caverna de la peña formaba una gran cueva, con la entrada cubierta de maleza, espinos y rosales silvestres. En el fondo de ella y en un hueco tosco horadado en la piedra, vio el señor de la Torre de Lodeña la misma imagen que se le había aparecido en sueños y a un hombre postrado en tierra, vestido con un pobre sayal, demacrado y entristecido por las penitencias y la soledad.
Reconoció enseguida en el anacoreta a su amigo, el noble y valiente guerrero portugués, que en otra época había visto pelear, a su lado, bajo las banderas del Rey de Castilla.
La historia del anacoreta la conoció el señor de la Torre de Lodeña enseguida. Algunos años antes, el noble portugués había dejado su tierra para pelear en el ejército castellano contra los árabes. El noble portugués venía en las huestes de un conde que tenía su castillo en las proximidades de Zamora, donde había dejado a su hija, la enamorada del noble portugués, con la que se debía casar al finalizar aquella campaña. Terminada ésta, volvieron el caballero y el conde a sus tierras de Zamora, y pronto vieron los torreones del castillo condal. La enseña condal no flameaba al aire, nadie salió a su encuentro y el castillo parecía como deshabitado. Al poco de penetrar en el castillo, se enteraron de que la hija del conde se encontraba en plena agonía, de manera que en efecto falleció al poco tiempo. Cuando enterraron a la bella dama, el caballero portugués salió solo, en su caballo, hacia tierras de Castilla.
Y desde entonces se dedicó a una vida de meditación, oración y penitencia en el fondo de la cueva, transformándose poco a poco de audaz guerrero en hombre de sacrificio y oración. Una noche se le apareció la Virgen dejándole una imagen suya para que la tuviese físicamente ante sí lo que tan deseosamente buscaba con los ojos del alma.
Cuando su vida se agotaba y la Virgen que había colocado en una oquedad de la Cueva iba a quedar abandonada, para que no ocurriese esto, la Virgen María, tal como ya sabemos, se apareció al señor de la Torre de Lodeña. Este buen caballero, después de enterrar a su amigo, promovió ardorosamente el culto a la Virgen María, y después la devoción fue creciendo por los milagros que se realizaron en los fieles por intercesión de la Santísima Virgen que allí se venera,  que pasó a ser conocida como la Virgen de la Cueva.

El primer registro histórico acerca del origen de santuario data del siglo XVI.

## Estructura y arquitectura
|                                   |
| El Santuario tras el río La Marea |

|                   |
| Capilla izquierda |

|                                               |
| Capilla izquierda de la Virgen y el Santísimo |

|                             |
| Capilla derecha de San José |

Según aparece en las crónicas, a finales  del siglo XVIII y en el actual emplazamiento del Santuario hubo tres ermitas: Una, dedicada a la Virgen del Carmen y la del Cristo juntas en el lateral izquierdo del macizo rocoso sobresaliente. La segunda, en honor de San José, y la tercera, dedicada a la Virgen de la Concepción, ambas integradas en la parte derecha de la roca.

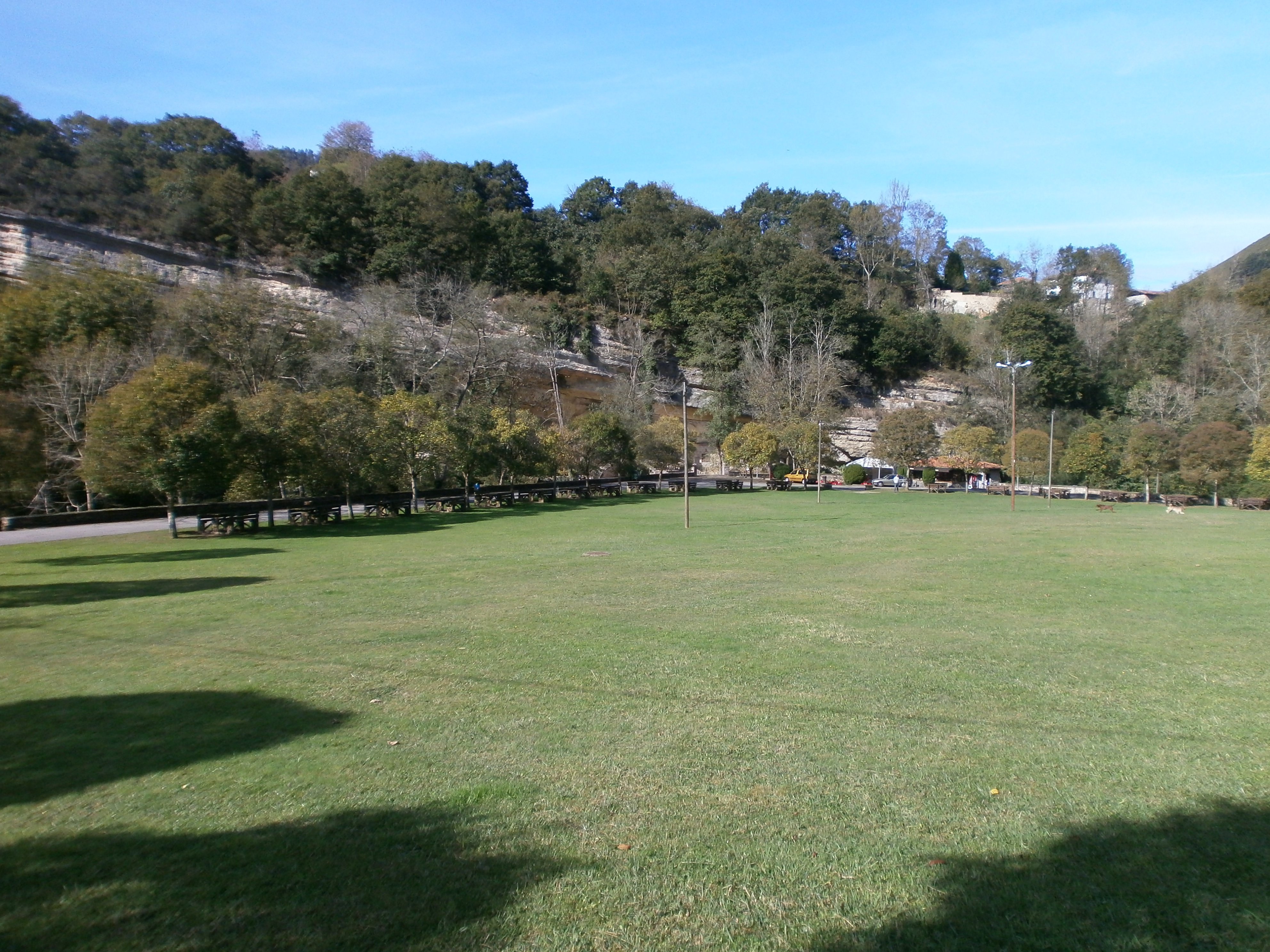
Campo de romeros y Santuario al fondo bajo la roca estratificada.

El «Refugio de Peregrinos» estaba a la izquierda, detrás de las capillas o ermitas, rematando contra la roca. Detrás se encontraba la «Casa de la Capellanía». El «Hospitalillo de Peregrinos» se hallaba a la derecha, junto a la capilla de san José y la de la Virgen de la Cueva.
A mitad del siglo XIX desapareció la Cofradía de Nuestra Señora de la Cueva y al no haber quien cuidase de este conjunto, quedó totalmente abandonado hasta comienzos del siglo XX, cuando empezaron las obras de reconstrucción que dan un nuevo aspecto al Santuario.
Frente al santuario y al otro lado del río La Marea hay una gran explanada muy bien acondicionada para acoger a gran cantidad de peregrinos, para la celebración de fiestas populares, etc. e incluso dispone de un complejo polideportivo con piscina, canchas de tenis y otras instalaciones menores. Esta explanada es conocida como «Campo de los Romeros».

## Fiestas, devociones y tradiciones

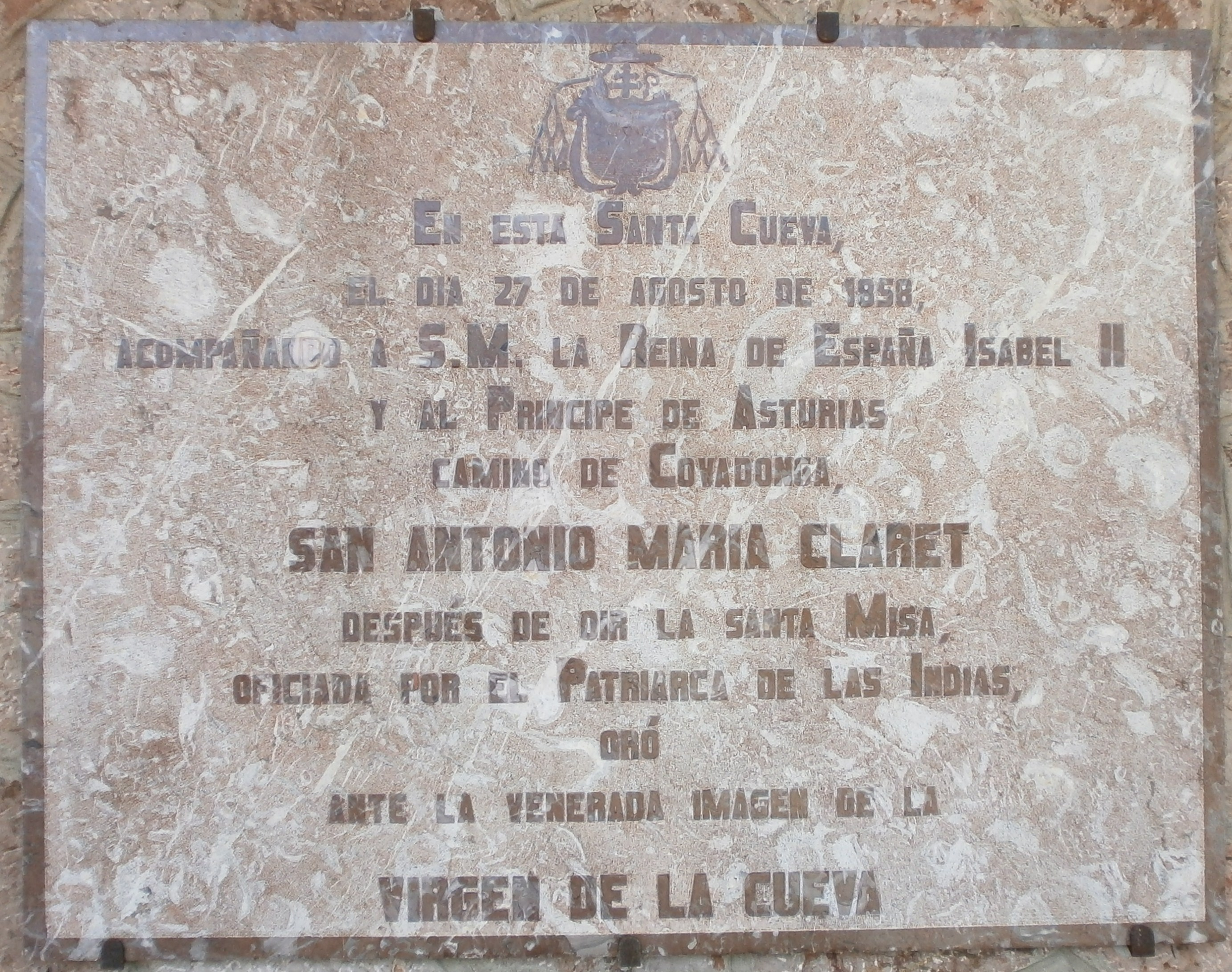
Placa conmemorativa de la visita de la reina Isabel II acompañada de san Antonio María Claret al santuario.

Numerosos personajes célebres han pasado por este santuario para rendir culto a la Virgen. Uno de ellos fue la Reina Isabel II con el Príncipe de Asturias, acompañados por San Antonio María Claret, que iban de paso hacia Covadonga y de cuya visita se puso una lápida como recuerdo. Fue el 27 de agosto de 1858. En el Santuario se celebra anualmente la ofrenda del «Festival de la Avellana» que tiene lugar en esta villa. Desde el año 2005 se celebra en el santuario la  misa rociera en el mes de abril de cada año. Las casetas de la «Feria de Abril de Infiesto» se instalan, simultáneamente, en el «Campo de los romeros». 

### Cuarteto en bable
Es muy conocido y cantado este cuarteto en bable, que muestra de forma tierna y cercana el cariño de los piloñeses a su Virgen de la Cueva.

Virxen de la Cueva hermosa
cómo non mueres de frío
debaxu d'esi peñascu
a la orillina del ríu.

### Himno a la Virgen de la Cueva, Reina de Piloña
| ¡Salve Virgen María, venerada más que todos los santos reunidos, más que todos los seres escogidos, más que el Cielo y su pompa iluminada.   | Estremézcase el mundo al verte honrada cual si fuera en mil cármenes floridos, que desprendan la gloria estremecidos por amor y tu dicha desbordada. |
| Y el mundo se estremece, porque lleva a todo el universo en rica flora que lo concentra en la existencia nueva;                              | ¿pues a quién cederá Nuestra Señora, que se llama la Virgen de la Cueva, su hermosura sin par de redentora?                                          |
| Arrolladora está la Pura Estrella, la Reina de Piloña esplendorosa, la dulce Reina, la divina Esposa, la Esposa del Señor, Madre y Doncella. | Piloña la contempla y mira en Ella su rica perla, su fragante rosa, la que nunca marchita su preciosa presencia augusta, que la gloria sella.        |
| Porque es bella, magnífica y consuelo del mortal abatido por su suerte; la que le libra del mortal desvelo,                                  | y recoge su cuerpo cuando inerte se desploma en amargo y postrer duelo en la sima insondable de la muerte.                                           |

Letra de  José Castañón Barinaga.